# Sant'Ambrogio di Valpolicella
Sant'Ambrogio di Valpolicella és un comune (municipi) de la província de Verona, a la regió italiana del Vèneto, situat a uns 120 quilòmetres a l'oest de Venècia i a uns 15 quilòmetres al nord-oest de Verona.
A 1 de gener de 2020 la seva població era de 11.987 habitants.
Sant'Ambrogio di Valpolicella limita amb els següents municipis: Cavaion Veronese, Dolcè, Fumane, Pastrengo, Pescantina, Rivoli Veronese i San Pietro in Cariano.